# Johann von Viktring
Johann von Viktring (* um 1270; † zwischen 30. Juli 1345 und 31. Oktober 1347) war ein mittelalterlicher Geschichtsschreiber und von 1312 bis zu seinem Tod Abt des Zisterzienserklosters Viktring bei Klagenfurt.
Er war der vertraute Hofkaplan und Schreiber des letzten Görzer Herzogs in Kärnten, Heinrich VI. von Kärnten und Tirol, und von dessen Tochter Margarete, dann des Habsburger Herzogs Albrecht II. von Österreich. Er verfasste ab 1341 das Werk „Liber certarum historiarum“, eine Chronik in sechs Büchern, welche wichtige Ereignisse der Zeit von 1217 bis 1343 erfasste.

## Ausgaben
- Johann von Viktring: Liber certarum historiarum, 2 Bände, hrsg. von Fedor Schneider (Monumenta Germaniae Historica, Scriptores rerum Germanicarum in usum scholarum separatim editi 36, 1–2). Hannover/Leipzig 1909–1910 (Digitalisat)
- Alphons Lhotsky (Hrsg.): Johann von Viktring: Cronica Romanorum. Verlag des Landesmuseums für Kärnten, Klagenfurt 1960 (kritische Ausgabe)